# SV Vespo
Vespo Rincon – klub piłkarski z Bonaire z siedzibą w mieście Rincon.
Występuje w Bonaire League.

## Osiągnięcia
- Mistrzostwo Bonaire League: 1

2007